# Mazzano
Mazzano är en ort och kommun i provinsen Brescia i regionen Lombardiet i Italien. Kommunen hade 12 440 invånare (2018).